# Roggenburg (Bajorország)
Roggenburg település Németországban, azon belül Bajorországban. Lakosainak száma 2863 fő (2023. december 31.). Roggenburg Weißenhorn és Buch (Schwaben) községekkel határos.

## Népesség
A település népessége az elmúlt években az alábbi módon változott:
| Lakosok száma | 2199 | 1411 | 2645 | 2679 | 2667 | 2673 | 2682 | 2689 | 2776 | 2863 |
|               | 1970 | 1975 | 2011 | 2012 | 2014 | 2015 | 2017 | 2019 | 2022 | 2023 |